# アキオ (そり)

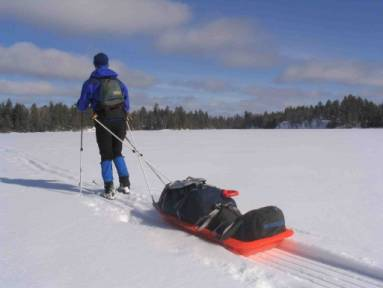
スキートレッキングに使用されるアキオ

アキオ (フィンランド語: ahkio) （フィンランド語の発音では「アハキオ」）とは、フィンランドなどで使われている雪中で使われるボート型の曳きソリである。物資の輸送だけでなく救助した人を乗せるのにも使われる。材質はプラスチック（ポリエチレン）、ガラス繊維、炭素繊維、ケブラー、アルミニウムまたは木材などが使われる。
現在はフィンランドだけではなく、積雪寒冷地区における各国軍でも使用され、日本においては自衛隊などでも使われている。主に冬季における各種宿営資材の運搬やミサイルなどの搬送等に使用される他に、冬季戦技競技会での種目にもなっている。
人だけではなく、犬やトナカイ、スノーモービルの後ろにも取り付けすることが出来る。

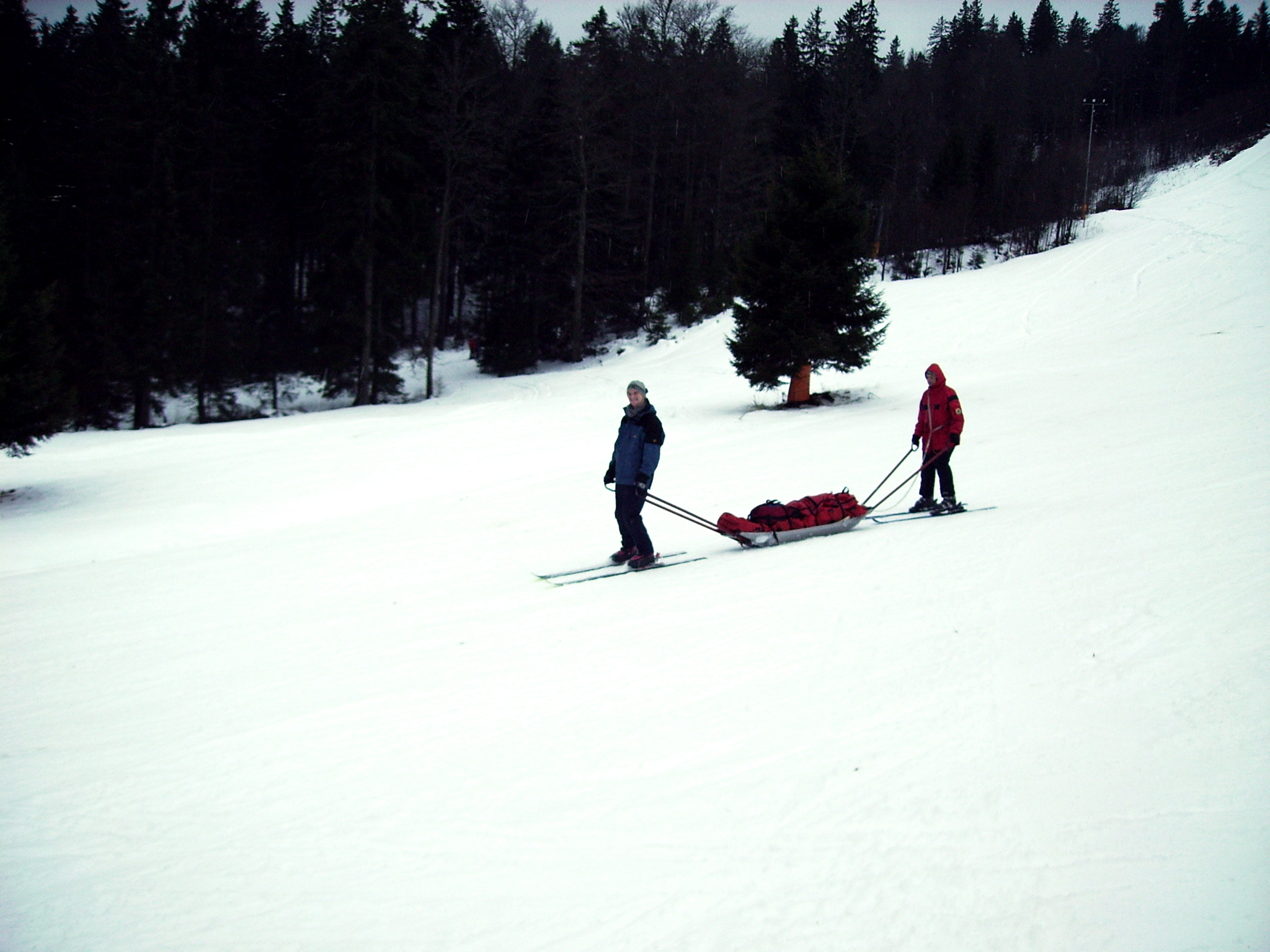
搬送中
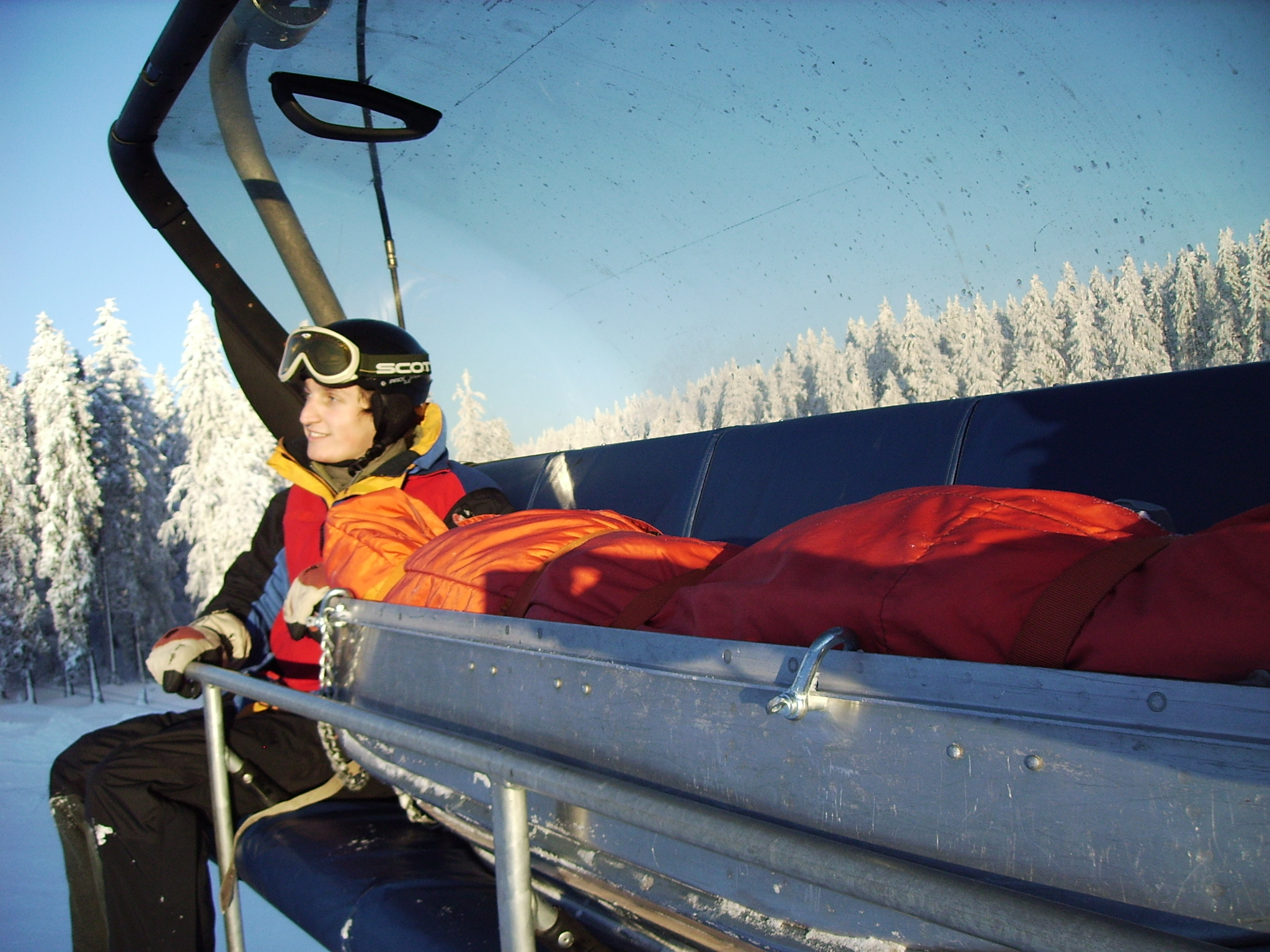
リフトに乗せられたアキオ
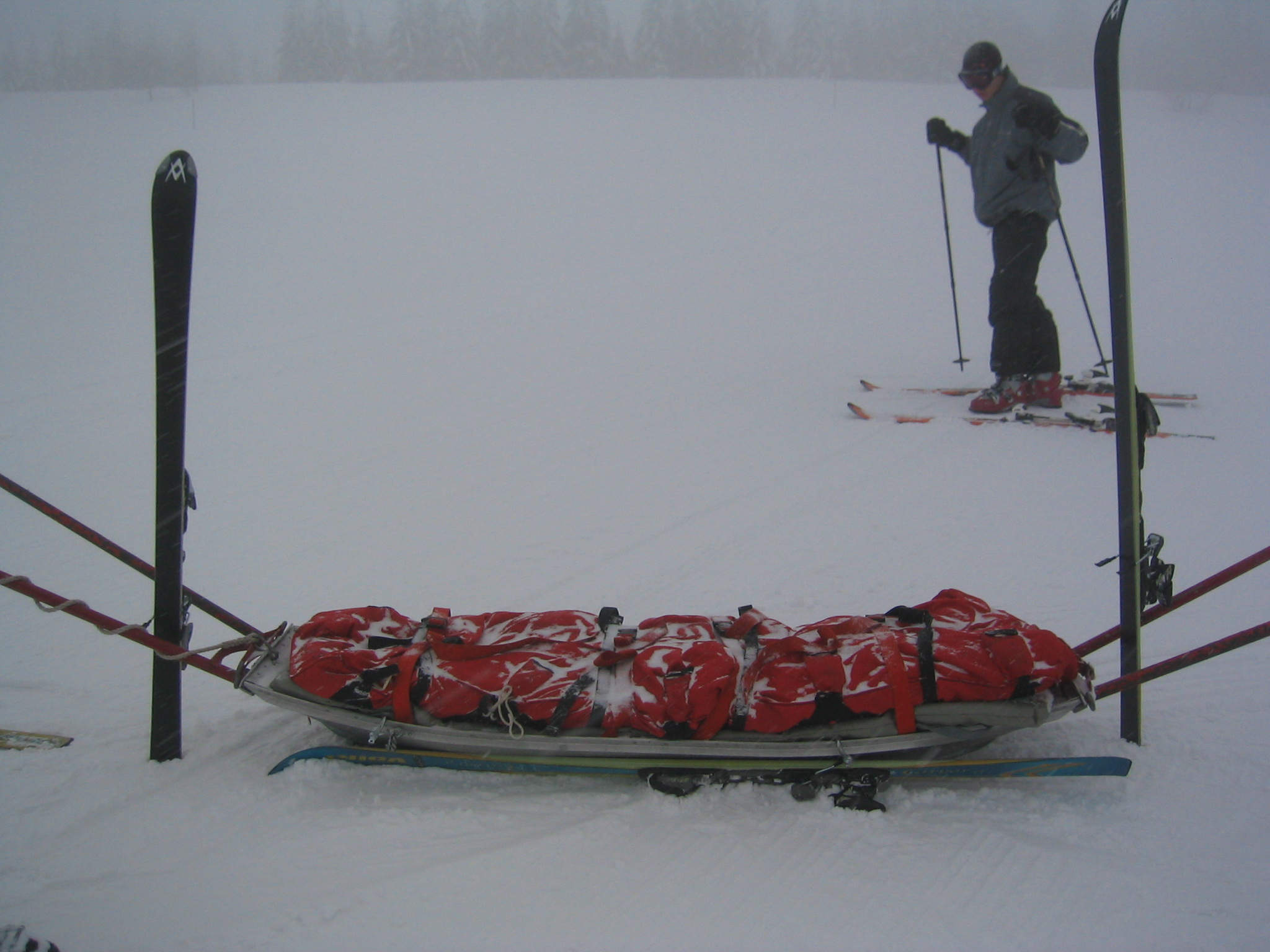
固定されたアキオ